# 1931 en Grèce
Chronologie de la Grèce
- 1927
- 1928
- 1929
- 1930
- 1931
- 1932
- 1933
- 1934
- 1935

Cette page concerne les évènements survenus en 1931 en Grèce  :

## Évènement
- Charte d'Athènes, relative à la restauration des monuments historiques.
- 29 juin : Pogrom du camp Campbell (el) à Kalamaria.
- 29 août : lancement du destroyer Kountouriotis par la Marine hellénique.
- 21 octobre : lancement du destroyer Hydra par la Marine hellénique.

## Sortie de film
- Daphnis et Chloé
- Embrasse-moi Maritsa

## Sport
- Championnat panhellénique (1930-1931) (en)
- Championnat panhellénique (1931-1932) (en)
- Participation de la Grèce à la première édition de la coupe des Balkans (1929-1931) (en)
- Participation de la Grèce à la coupe des Balkans (1931) (en)
- Création des clubs : Aias Salamina F.C. (en), Aris Agios Konstantinos (en), PAE Asteras Tripolis, Aigáleo FC, A.E. Messolonghi F.C. (en), Panelefsiniakos, Peramaikos F.C. (en), Platanias FC, AC Triglia Rafinas (en) (football) et du Club nautique de Thessalonique (en).
- Création de la coupe de Grèce de football.

## Création
- Service météorologique national hellénique
- Parti socialiste indépendant (en)
- Ta Néa, quotidien.

## Naissance
- Loúla Anagnostáki, dramaturge.
- Rika Dialina, actrice et reine de beauté.
- Kikí Dimoulá, poétesse et essayiste.
- Kóstas Gouzgoúnis, acteur pornographique.
- Antónios Katináris, chanteur.
- Stélios Kazantzídis, acteur et chanteur.
- Ménis Koumandaréas, écrivain.
- Kóstas Voutsás, acteur.

## Décès
- Konstantínos Sapountzákis, général.
- Nikólaos Vótsis (el), officier de marine.